# Calliste azuré
Poecilostreptus cabanisi
Espèce
Statut de conservation UICN

 VU B1ab(i,ii,iii,v) : Vulnérable
Le Calliste azuré (Poecilostreptus cabanisi) est une espèce d'oiseaux de la famille des Thraupidae.

## Description
C'est un oiseau au plumage surtout bleu ciel, même s'il a une couronne azur violacé. Il a également une tache noire autour de son lore. Le bec pointu est gris foncé. Il est tacheté de vert juste au-dessus des ailes moitié noires, moitié bleues.
Il a un chant "wi sseeu" et un cri "sii".

## Répartition et habitat
Il vit dans les forêts de nuages de l'Ouest du Chiapas et du Guatemala.
Il vit dans les forêts sempervirentes d'angiospermes entre 1 000 et 1 700 m d'altitude au Mexique et entre 860 m et 1 900 m d'altitude au Guatemala. On le trouve aussi dans des habitats dégradés comme les plantations de café.

## Alimentation et comportement
Il se nourrit de figues et migre sur de petites distances pour en trouver. Il mange dans la canopée. Cet oiseau niche de la mi-avril à la mi-juin dans les figuiers. Il est très social et peut vivre en bandes comportant jusqu'à 26 membres.

## Population
Cet oiseau magnifique est en danger à cause de la déforestation pour des plantations de café.
On estime qu'il y a encore 2 500 à 10 000 individus vivants, mais ce nombre semble être en baisse.